# Claustrofobia (brazilská hudební skupina)
Claustrofobia (v překladu klaustrofobie) je brazilská thrash/death metalová kapela založená v roce 1994 ve městě Leme ve státě São Paulo. 
První demo Saint War vyšlo v roce 1995, debutové studiové album s názvem Claustrofobia  bylo vydáno v roce 2000.
K roku 2022 má kapela na svém kontě celkem sedm dlouhohrajících desek.

## Diskografie
Dema
- Saint War (1995)
- Manifestações (1996)

Studiová alba
- Claustrofobia (2000)
- Thrasher (2002)
- Fulminant (2005)
- I See Red (2009)
- Peste (2011)
- Download Hatred (2016)
- Unleeched (2022)

Videa
- Visceral 20 Years (2015)

EP
- Swamp Loco (2018)

+ několik singlů